# Prowincja Khon Kaen
Khon Kaen (taj. ขอนแก่น) – jedna z prowincji (changwat) Tajlandii. Sąsiaduje z prowincjami Nongbua Lamphu, Udon Thani, Kalasin, Maha Sarakham, Buri Ram, Nakhon Ratchasima, Chaiyaphum, Phetchabun i Loei.